# Logi (mjesec)
Loge (također Saturn XLVI) je prirodni satelit Saturna otkriven 2006. godine. Vanjski nepravilni satelit iz Nordijske grupe s oko 6 kilometara u promjeru i orbitalnim periodom od 1314.364 dana. Nazvan je po Logiju, vatrenom divu iz nordijske mitologije.